# آدام باووروفسکی
 آدام باووروفسکی (انگلیسی: Adam Baworowski؛ ۹ اوت ۱۹۱۳ – ۲۲ اوت ۱۹۴۳) یک تنیس‌باز اهل اتریش بود. 